# Schönlind (Wunsiedel)
Schönlind ist ein Gemeindeteil der Kreisstadt Wunsiedel im Landkreis Wunsiedel im Fichtelgebirge (Oberfranken,  Bayern). Der Weiler liegt vier Kilometer nordöstlich von Wunsiedel. Im Jahr 2000 lebten in Schönlind 24 Personen. Das Dorf wurde mehrfach ausgezeichnet im Wettbewerb „Unser Dorf soll schöner werden“.

## Geschichte
Von Schönlind ist geschichtlich nur wenig bekannt, es lag an einer alten Fernstraße von Gefrees zum Schirndinger Pass. Urkundlich wurde es erstmals in einer Rechnung des markgräflichen Amtes Wunsiedel 1421/22 genannt, als die Bewohner Eier an den Amtmann zu Hohenberg abgeben mussten. 1499 bestand es aus vier Höfen. 1677 wurde ein Hirtenhaus genannt, das noch besteht. 1818 kam das Dorf zur damaligen Gemeinde Bernstein. Am 1. Januar 1978 wurde Bernstein (mit Schönlind) in die Kreisstadt Wunsiedel eingegliedert.

## Sehenswürdigkeiten
- Großes Steinkreuz nördlich des Dorfteichs; es trägt auf der Rückseite in einer Umrandung gekreuzte Beile. Die Sage berichtet, dass sich dort zwei Metzger gegenseitig erschlagen haben.
- Pechstein südlich am Dorfteich: ein Granitstein, der um 1880 von einem Bauern zur Herstellung von Wagenschmiere bearbeitet und verwendet wurde.
- Die Bürg auf dem 700 Meter entfernten Schloßberg, Standort einer ehemaligen Turmhügelanlage.

In der Liste der Baudenkmäler in Wunsiedel ist für Schönlind ein Baudenkmal aufgeführt.